# Cornelis Gijsbert Gerrit Jan van Steenis
Cornelis Gijsbert Gerrit Jan van Steenis (* 31. Oktober 1901 in Utrecht; † 14. Mai 1986 in Oegstgeest) war ein niederländischer Botaniker.

## Leben
Geboren wurde Cornelis Gijsbert Gerrit Jan als Sohn des Hendrik Jan van Steenis (* 4. Juni 1864 in Noordeloos; † 12. November 1939 in Utrecht) und der Louisa Wilhelmina Susanna van Vuuren (* 4. Juni 1863 in Bandjermassin; † 4. April 1958 in Woerden), die am 17. Januar 1901 in Bussum geheiratet hatten. Cornelis Gijsbert Gerrit Jan van Steenis besuchte die Schule in Utrecht und von 1915 bis 1920 das dortige Gymnasium, danach die Universität seiner Geburtsstadt. Dort  absolvierte er 1925 sein Doktoratsexamen. Am 7. November 1927 promovierte er mit dem Thema Malayan Bignoniaceae, their taxonomy, origin and geographical distribution unter August Adriaan Pulle (1878–1955) cum laude zum Doktor der Naturwissenschaften.
Danach war er von 1927 bis 1946 als Botaniker am Herbarium des botanischen Gartens in Bogor tätig. Hier beteiligte er sich als Redakteur an der Fachzeitschrift De tropische Natuur der niederländischen Indischen Naturhistorischen Vereinigung. Ab 1946 war er in den Niederlanden aktiv und beteiligte sich an der Herausgabe des Flora Malesiana, einer enzyklopädischen Beschreibung der Flora der malaiischen Inseln. Nachdem er sich 1949 bis 1950 ein weiteres Mal in Bogor aufgehalten hatte, übernahm er die Präsidentschaft der Flora Malesiana Foundation. Im Dezember 1950 wurde er als außerordentlicher Professor für tropische Botanik an die Universität Amsterdam berufen, welche Aufgabe er am 29. Januar 1951 mit der Einführungsrede Mono-moleculair genoom übernahm und damit verbunden am königlichen Tropeninstitut in Amsterdam wirkte.
Am 8. Februar 1952 wurde er als außerordentlicher Professor für tropische Botanik und Pflanzengeographie an der Universität Leiden berufen. Am 7. Mai 1954 übernahm er diese Aufgabe mit der Einführungsrede Homo destruens. Am 22. August 1962 erhielt er die ordentliche Professur für besondere Botanik und war hier von 1962 bis 1972 Direktor des Reichsherbariums in Leiden. Am 2. Dezember 1971 wurde er aus seiner Professur emeritiert. Nach der Erledigung seiner Amtsgeschäfte stellte er am 22. September 1972 seine Aktivitäten mit seinem Abschiedscollege ein und verließ die Hochschule. 1950 war er kurzzeitig Mitglied der königlich niederländischen Akademie der Wissenschaften. Diese Mitgliedschaft wurde jedoch im selben Jahr wieder annulliert. Zudem war er korrespondierendes Mitglied der Botanical Society of America.
Steenis heiratete am 8. November 1927 in Haarlem die Botanikerin Maria Johanna (Rietje) Kruseman (* 8. November 1904 in Haarlem; † 23. Januar 1999 in Oegstgeest), die Tochter des Hendrik George Kruseman und der Geertruida Anna Elizabeth Reijdon. Aus der Ehe stammt der Sohn Ir. Hein van Steenis, welcher sich mit der Autorin Elisabeth Hendrika (Hans) van Perelaer verheiratete. Zudem kennt man die Tochter Liesbeth M. van Steenis, welche mit Wilmar A. M. de Jongh eine Lebenspartnerschaft führte.

## Ehrungen
Nach ihm sind die Pflanzengattungen Steenisia Bakh. f. aus der Familie der Rötegewächse (Rubiaceae), Austrosteenisia R.Geesink aus der Familie der Hülsenfrüchtler (Fabaceae) benannt. Nach ihm und nach seiner Frau Maria Johanna van Steenis-Kruseman ist die Farngattung Steenisioblechnum Hennipman benannt.
Im Leidener Vorort Oegstgeest trägt eine Straße seinen Namen.

## Werke (Auswahl)
- The mountain flora of Java. 1972
- Rheophytes of the world. 1981
- The land bridge theory in botany. In Blumea, Band 11, Seite 235–542, 1962
- Herausgeber der Flora Malesiana, 1948ff.
- Herausgeber mit M.M.J. van Balgooy: Pacific plant areas. 1963–1975
- Herausgeber mit C.A. Backer und O. Posthumus: Vaarenflora voor Java. 1939
- Herausgeber mit C.A. Backer und R.C. Bahhuizen van den Brink Jr.: Flora of Java, Band 1–3, 1963–1968.[9]